# Електромерний ефект
Електромерний ефект (англ. electromeric effect) — ефект молекулярної поляризованості, викликаний внутрішньомолекулярним зміщенням електронів (за механізмом кон'югації, застаріле — за таутомерним механізмом), індукованим зовнішнім електричним полем контактуючих частинок (реактанту або й самого розчинника). Може бути представленим як гіпотетичний електронний зсув.